# Sergio Silva
Sergio Augusto Silva Acuña (Viña del Mar, 22 de enero de 1928-Santiago, 29 de octubre de 1988) fue un locutor de radio, presentador y actor chileno. Reconocido como una de las mejores voces que ha tenido la radiodifusión en Chile que aún después de fallecido se continuaba usando para la promoción de comerciales.[cita requerida]

## Vida personal
Sus primeros años los pasó en Viña del Mar, siendo el fútbol su pasatiempo favorito junto a su hermano Iván Silva Acuña. Estuvo casado con la actriz María Esperanza Soura, matrimonio del cual nacieron 6 hijos, entre ellos la actriz Esperanza Silva, quien llegó a presidir el Sindicato de Actores de Chile (SIDARTE).

## Carrera
Durante la década de los años 1940, siendo todavía niño, comienza a incursionar en la radio. El primero fue uno que dirigía Alejandro Michel Talento. Trabajó en "Intimidades de la Familia Chilena" y también en "Topaze en el Aire", donde imitaba a Gabriel González Videla. Al corto tiempo de su debut ya era altamente requerido para noticiarios, publicidad, animación, cortinas, presentaciones, narración oral, jingles y canto. En agosto de 1953, realizó una campaña para rescatar Isla de Maipo que se vio afectada por los temporales de lluvia de ese año que llevó al colapso del Canal San Carlos y el Río Maipo.
Su carrera televisiva comienza en los primeros años de la década de 1960, tanto en Canal 13 —donde presentaba el programa Clases alegres desde 1964 y el show Supermusiminimás desde su estreno el 4 de abril de 1967— como en el Canal 9 de la Universidad de Chile como actor, guionista y reportero. En 1969, al crearse Televisión Nacional de Chile, es contratado para leer el Noticiario Prolene y relatar los partidos de fútbol, y en 1971 fue el único chileno en cubrir la ceremonia de la entrega del Premio Nobel de Literatura al poeta Pablo Neruda. Para después del Mundial de Fútbol de Alemania Occidental de 1974, Silva se radicó en Holanda y España debido a un altercado de la comitiva vigilada por militares de la dictadura del general Augusto Pinochet, retornando a Chile en 1979.
Además de su faceta de locutor y relator deportivo, también desarrolló labores de comediante, participando en Radiotanda (1980-1985) de Radio Minería y Mediomundo (1985) de Canal 13.

## Últimos años
El 16 de febrero de 1986 es hospitalizado por una arritmia cardíaca y se comete una negligencia médica diciendo que solo era un malestar de menor preocupación y se le administra un medicamento incompatible a su diagnóstico dejándolo con un coma irreversible. En julio de ese mismo año se extirparon las cuerdas vocales supuestamente para que pudiera respirar mejor pero luego se confirmó que se le había aparecido un cáncer.
Sus últimos años los pasó en su casa ubicada en la comuna de La Reina en una larga agonía que terminó con su vida el 29 de octubre de 1988. A sus funerales acudieron varios rostros de las comunicaciones como Mario Kreutzberger, Raúl Matas, Enrique Maluenda, Patricio Bañados y Juan La Rivera, y del deporte como Carlos Caszely, sumándose a estos el tradicional homenaje de los pergoleros, sus restos fueron cremados y sus cenizas arrojadas al mar frente a la playa de la Avenida 8 Norte de su natal ciudad jardín. Se le han rendido varios homenajes póstumos: una escuela de La Cisterna, también una calle en Maipú y el Sindicato de Locutores creó un premio que lleva su nombre.